# اوکسبیل
اوکسبیل (به لاتین: Oksbøl) یک منطقهٔ مسکونی در دانمارک است که در وارده واقع شده‌است. اوکسبیل ۲٫۲۹ کیلومتر مربع مساحت و ۲٬۸۳۷ نفر جمعیت دارد و ۱۶ متر بالاتر از سطح دریا واقع شده‌است.